# L'uomo elettrico
L'uomo elettrico (Man-Made Monster) è un film del 1941 per la regia di George Waggner. È una pellicola fanta-horror interpretata da Lon Chaney Jr. al suo debutto nel cinema dell'orrore.
Il film, prodotto dalla Universal Pictures, fu più volte riedito in lingua originale sotto vari titoli, tra i quali Electric Man e The Mysterious Dr. R. Nel 1945 fu redistribuito in biglietto unico con Notti di terrore (The Devil Bat) e nel 1953 fu riedito da Realart Pictures col titolo The Atomic Monster in biglietto unico con The Flying Saucer (1950).
Il tema del film è analogo a quello de L'ombra che cammina (The Walking Dead) del 1936 e del successivo film del 1956 Indestructible Man, anch'esso con Chaney, seppure non direttamente ispirato a L'uomo elettrico.

## Trama
Quando un autobus urta un traliccio dell'alta tensione avviene un incidente che reclama tutte le vittime a bordo del mezzo, tranne per "Big" Dan McCormick, che sopravvive perché, sorprendentemente, immune alla letale corrente elettrica. McCormick si esibisce come attore da baraccone in un sideshow come Dynamo Dan, l'uomo elettrico e viene assunto dal dott. John Lawrence, che desidera studiarlo. Il collega del dott Lawrence, lo scienziato pazzo dott. Paul Rigas, ha però altri progetti per lui: egli desidera creare un'armata di zombie elettro-guidati.
Rigas somministra a McCormick sempre maggiori dosi di elettricità, fino a danneggiargli le facoltà mentali e a renderlo dipendente dalle cariche elettriche, rendendolo un cieco esecutore della volontà dello scienziato. L'elettricità conferisce temporaneamente a McCormick il tocco della morte, rendendolo capace di uccidere per elettrocuzione chiunque egli tocchi.
Dopo avere ucciso accidentalmente Lawrence, Rigas si assicura che McCormick venga condannato per scoprire cosa gli accadrà sulla sedia elettrica. McCormick sopravvive all'esecuzione e con una super-carica nel proprio corpo incandescente uccide diverse persone, tra cui Rigas, prima di rimanere a corto di energia elettrica e di morire incastrato in una recinzione metallica.

## Produzione
Nel 1936 Boris Karloff era stato scelto in origine per la parte di Dan McCormick, con Bela Lugosi in quella del dott. Rigas. Questa prima versione del film, che era intitolata The Electric Man, finì per essere scartata dalla Universal Pictures perché la storia era troppo simile a quella di un'altra pellicola con Karloff/Lugosi, Il raggio invisibile (The Invisible Ray) del 1936. La sceneggiatura fu così accantonata per i successivi quattro anni, per essere ripresa nel 1940 con una nuova gestione della Universal.
Quando L'uomo elettrico entrò infine in produzione, era considerato dallo studio un'operazione veloce e a basso costo. Girato in tre settimane e con un budget di soli $86,000, fu uno dei film più economici prodotti dalla Universal di quell'anno. Malgrado tali limitazioni, l'esperto di effetti speciali John Fulton fu capace di ottenere alcuni impressionanti effetti, tra cui quello che faceva brillare Lon Chaney nel buio.

## Distribuzione
Il film fu riedito in lingua originale sotto vari titoli tra i quali Electric Man e The Mysterious Dr. R. Ebbe una riedizione nel 1945 in biglietto unico con Notti di terrore (The Devil Bat).
Nel 1953 Realart Pictures fece una riedizione in biglietto unico con The Flying Saucer del 1950, ribattezzando la pellicola The Atomic Monster al fine di sfruttare la più recente mania della fantascienza e delle storie sull'era atomica. Questo nuovo titolo, secondo lo sceneggiatore e produttore Alex Gordon, era stato tratto da una sceneggiatura omonima che egli aveva proposto a Realart. Gordon mandò il suo avvocato Samuel Z. Arkoff a incontrare il rappresentante della Realart James H. Nicholson per discutere la questione. L'incontro fruttò a Gordon un rapido accordo di $1,000 per la violazione di copyright, ma soprattutto l'incontro condusse Gordon, Arkoff e Nicholson a formare una propria compagnia cinematografica che sarebbe divenuta l'American International Pictures.

## Accoglienza e critica
L'uomo elettrico riscosse solo un successo minore al botteghino, ma fu funzionale alla carriera di Lon Chaney, dal momento che il suo ruolo di protagonista del film lo aiutò a ottenere un contratto con la Universal. Mentre promuoveva le sue nuove star, l'ufficio pubblicitario della Universal lasciò intendere che la storia forse si sarebbe ripetuta, facendo notare che il primo ruolo importante di Chaney per un film horror era stato girato nello stesso set utilizzato per la ben nota produzione di suo padre per Il fantasma dell'Opera del 1925.
Il Los Angeles Times descrisse la coppia di film distribuiti assieme nel 1945 (Notti di terrore e L'uomo elettrico) come "due dei più paurosi sul mercato".
Secondo Fantafilm, è "considerato da molti un piccolo classico. [...] Lionel Atwill è perfetto nel ruolo dell'esaltato dottor Rigas e Lon Chaney Jr. [...] fornisce una delle sue prove più convincenti. Buoni gli effetti di John Fulton."